# ピエール・カルル (2000年生のサッカー選手)
ピエール・カルル・キャテンワ（Pierre Kalulu Kyatengwa, 2000年6月5日 - ）は、フランス・リヨン出身のサッカー選手。セリエA・ユヴェントスFC所属。ポジションはDF。

## 経歴

### リヨン
2010年夏、ASサン＝プリーストからオリンピック・リヨンのユースチームに加入した。2010年から2018年にかけてユースチームに所属し、2018年6月にリヨンのセカンドチームに昇格した。2020年3月5日のアミアンSC戦で、トップチームに招集されたが、試合には出場しなかった。

### ACミラン
2020年夏、48万ユーロでACミランに移籍し、2025年までの契約を締結した。2020年12月10日、UEFAヨーロッパリーグのスパルタ・プラハ戦でスタメン起用され、プロデビューを果たした。2020年12月13日、パルマ戦にで前半5分に負傷したマッテオ・ガッビアとの交代で途中出場し、セリエAデビューを果たした。2020年12月16日、ジェノアCFC戦ではスタメン起用され、終盤にプロ初ゴールを決めた。
2021-22シーズン、後半からはポジションを確保、チームの11期振りの優勝に貢献した。
2022年11月10日、ACミランはカルルとの契約を2027年6月30日まで更新したことを発表した。
2023年10月29日、セリエA第10節SSCナポリ戦において前半19分に負傷交代。11月2日、ACミランはカルルが左大腿直筋腱の完全断裂を修復する手術を受け、復帰に4カ月の時間を要する事が発表された。2024年3月10日、セリエA第28節エンポリFC戦にて後半63分、フィカヨ・トモリと交代で途中出場し復帰を果たす。

### ユヴェントスFC
2024年8月21日、ユヴェントスFCへ2025年6月30日までの買取オプション付き有償ローンで移籍。2024-25シーズンは故障者が相次ぐ中、リーグ戦29試合に出場し、貴重な戦力としてチームに貢献した。2025年6月5日、彼の25歳の誕生日にユヴェントスは買取オプションの行使を発表。2029年6月30日までの4年契約を締結したことも発表。

## 人物
サッカー選手のアルド・カルルとジェデオン・カルルは兄である。

## タイトル
ACミラン
- セリエA 2021-22